# Sydney International 2019
Il Sydney International 2019 è stato un torneo di tennis giocato sul cemento. È stata la 127ª edizione del torneo facente parte della categoria ATP Tour 250 nell'ambito dell'ATP Tour 2019 e della categoria WTA Premier nell'ambito del WTA Tour 2019. Si è giocato nell'impianto NSW Tennis Centre a Sydney, Australia, dal 6 al 12 gennaio 2019.

## Partecipanti ATP

### Teste di serie
| Nazionalità | Giocatore          | Ranking* | Testa di serie |
| ----------- | ------------------ | -------- | -------------- |
| Grecia      | Stefanos Tsitsipas | 15       | 1              |
| Russia      | Daniil Medvedev    | 16       | 2              |
| Argentina   | Diego Schwartzman  | 19       | 3              |
| Francia     | Gilles Simon       | 30       | 4              |
| Australia   | Alex de Minaur     | 31       | 5              |
| Francia     | Lucas Pouille      | 32       | 6              |
| Ungheria    | Márton Fucsovics   | 36       | 7              |
| Italia      | Andreas Seppi      | 37       | 8              |

* Ranking al 31 dicembre 2018.

### Altri partecipanti sono
I seguenti giocatori hanno ricevuto una wildcard per il tabellone principale:
- James Duckworth
- Alexei Popyrin
- Jordan Thompson

I seguenti giocatori sono passati dalle qualificazioni:

- Guillermo García López
- Yoshihito Nishioka
- Reilly Opelka
- Andrej Rublëv

I seguenti giocatori sono entrati in tabellone come lucky loser:
- Guido Andreozzi
- Tarō Daniel

### Ritiri
Prima del torneo
- Kyle Edmund → sostituito da  Sam Querrey
- Nicolás Jarry → sostituito da  Guido Andreozzi
- Daniil Medvedev → sostituito da  Tarō Daniel
- Jo-Wilfried Tsonga → sostituito da  Denis Kudla

Durante il torneo
- Malek Jaziri

## Partecipanti WTA

### Teste di serie
| Nazionalità | Giocatore            | Ranking* | Testa di serie |
| ----------- | -------------------- | -------- | -------------- |
| Romania     | Simona Halep         | 1        | 1              |
| Germania    | Angelique Kerber     | 2        | 2              |
| Giappone    | Naomi Ōsaka          | 5        | 3              |
| Stati Uniti | Sloane Stephens      | 6        | 4              |
| Rep. Ceca   | Petra Kvitová        | 7        | 5              |
| Rep. Ceca   | Karolína Plíšková    | 8        | 6              |
| Paesi Bassi | Kiki Bertens         | 9        | 7              |
| Russia      | Dar'ja Kasatkina     | 10       | 8              |
| Lettonia    | Anastasija Sevastova | 11       | 9              |
| Belgio      | Elise Mertens        | 12       | 10             |

- 1 Ranking al 31 dicembre 2018.

### Altri partecipanti
Le seguenti giocatrici hanno ricevuto una wildcard per il tabellone principale:
- Daria Gavrilova
- Petra Kvitová
- Samantha Stosur
- Ajla Tomljanović

La seguente giocatrice è entrata in tabellone tramite il ranking protetto:
- Timea Bacsinszky

Le seguenti giocatrici sono passate dalle qualificazioni:

- Ekaterina Aleksandrova
- Danielle Collins
- Priscilla Hon
- Julija Putinceva
- Aljaksandra Sasnovič
- Kateřina Siniaková

Le seguenti giocatrici sono entrate in tabellone come lucky loser:
- Johanna Konta
- Tatjana Maria
- Bernarda Pera
- Mónica Puig

### Ritiri
Prima del torneo
- Naomi Ōsaka → sostituita da  Mónica Puig
- Karolína Plíšková → sostituita da  Tatjana Maria
- Lesja Curenko → sostituita da  Bernarda Pera

Durante il torneo
- Garbiñe Muguruza

## Punti
| Evento              | V   | F   | SF  | QF  | 2T | 1T   | Q    | Q2   | Q1   |
| Singolare maschile  | 250 | 150 | 90  | 45  | 20 | 0    | 12   | 6    | 0    |
| Doppio maschile     | 250 | 150 | 90  | 45  | 0  | N.D. | N.D. | N.D. | N.D. |
| Singolare femminile | 470 | 305 | 185 | 100 | 55 | 1    | 18   | 13   | 1    |
| Doppio femminile    | 470 | 305 | 185 | 100 | 1  | N.D. | N.D. | N.D. | N.D. |

## Montepremi
| Evento              | V        | F        | SF      | QF      | 2T      | 1T     | Q3     | Q2     | Q1     |
| Singolare maschile  | $83,650  | $44,055  | $23,865 | $13,595 | $8,010  | $4,745 | $2,135 | $1,070 | N.D.   |
| Doppio maschile     | $25,410  | $13,360  | $7,240  | $4,140  | $2,430  | N.D.   | N.D.   | N.D.   | N.D.   |
| Singolare femminile | $190,732 | $101,475 | $54,200 | $23,265 | $12,477 | $6,813 | $3,560 | $1,890 | $1,050 |
| Doppio femminile    | $47,545  | $25,410  | $13,880 | $7,062  | $3,839  | N.D.   | N.D.   | N.D.   | N.D.   |

## Campioni

### Singolare maschile
Alex de Minaur ha battuto in finale  Andreas Seppi con il punteggio di 7-5, 7–6(5).
- È il primo titolo in carriera per De Minaur.

### Singolare femminile
Petra Kvitová ha battuto in finale  Ashleigh Barty con il punteggio di 1-6, 7-5, 7–6(3).
- È il ventiseiesimo in carriera per Kvitová, il primo della stagione.

### Doppio maschile
Jamie Murray /  Bruno Soares hanno battuto in finale  Juan Sebastián Cabal /  Robert Farah con il punteggio di 6-4, 6-3.

### Doppio femminile
Aleksandra Krunić /  Kateřina Siniaková hanno battuto in finale  Eri Hozumi /  Alicja Rosolska con il punteggio di 6-1, 7–6(3).